# École normale supérieure Paris-Saclay
École normale supérieure Paris-Saclay (також відома як École normale supérieure de Cachan, ENS Cachan або ENS Paris-Saclay) є найпрестижнішою з великих французьких шкіл, що пропонують вищу освіту. Школа розташована в Гіф-сюр-Іветт. Предмети школи – прикладна наука та соціологія, економіка та менеджмент.
Школа є членом Паризько-Саклайський університет.

## Знамениті випускники
- Філіпп Агьон, французький економіст
- Жан-Лу Пюже, французький астрофізик, фахівець з реліктового випромінювання